# Белая Гора (Чайковский городской округ)
Белая Гора — деревня в Пермском крае России. Входит в Чайковский городской округ.

## География
Деревня находится в пределах Буйской волнистой равнины, к западу от реки Поши, на расстоянии приблизительно 25 километров (по прямой) к юго-востоку от города Чайковского. Абсолютная высота — 120 метров над уровнем моря.

## История
Известна с 1820 года. 
С декабря 2004 до весны 2018 гг. деревня входила в Уральское сельское поселение Чайковского муниципального района.

## Население
| 2010 |
| ---- |
| 8    |

Половой состав
По данным Всероссийской переписи населения 2010 года в половой структуре населения мужчины составляли 37,5 %, женщины — соответственно 62,5 %.
Национальный состав
Согласно результатам переписи 2002 года, в национальной структуре населения русские составляли 100 % из 2 чел.

## Климат
Климат характеризуется как умеренно континентальный, с продолжительной холодной зимой и коротким тёплым летом. Средняя многолетняя температура самого холодного месяца (января) составляет −14,7 °С (абсолютный минимум — −49 °С), температура самого тёплого (июля) — 18,2 °С (абсолютный максимум — 38 °С). Безморозный период продолжается в течение 119 дней. Среднегодовое количество осадков — 438 мм.